# لاتي (مقاطعة رابلا)
 لاتي (بالإستونيَّة:Läti)، قرية تتبع دائرة ماريما في مقاطعة رابلا غرب إستونيا.